# Erich Vad
Erich Emmerich Hugo Vad [faːt] (* 2. Januar 1957 in Arnsberg) ist Brigadegeneral a. D. der Bundeswehr, Unternehmensberater, Publizist und Universitätsdozent. In seiner letzten dienstlichen Verwendung war Vad von 2006 bis 2013 Gruppenleiter im Bundeskanzleramt, Sekretär des Bundessicherheitsrates und militärpolitischer Berater der damaligen Bundeskanzlerin Angela Merkel. Seit Beginn des Russisch-Ukrainischen Krieges löste er durch seine Einschätzungen Kontroversen aus.

## Leben

### Militärische Laufbahn

#### Ausbildung und erste Verwendungen
Vad machte 1975 das Abitur am altsprachlich-humanistischen Görres-Gymnasium in Düsseldorf und trat anschließend als Offizieranwärter in den Dienst der Bundeswehr. Von 1976 bis 1979 absolvierte er ein Studium der Geschichtswissenschaft an der Universität der Bundeswehr München. Im Anschluss daran war er von 1980 bis 1987 im Panzeraufklärungslehrbataillon 11 in Munster zuerst als Zugführer und danach zweimal als Kompaniechef eingesetzt. Während dieser Zeit promovierte Vad parallel zum Dienst bei dem Militärhistoriker Werner Hahlweg und dem israelischen Militärhistoriker Jehuda Wallach über die aktuelle Bedeutung des Militärtheoretikers Carl von Clausewitz. Die Dissertation (Dr. phil.) erschien 1986. Von 1987 an war Hauptmann Vad ein Jahr lang im US-Panzertruppenzentrum (US Army Armor School) in Fort Knox, Kentucky, eingesetzt.

#### Dienst als Stabsoffizier
Zurück in Deutschland absolvierte er von 1988 bis 1990 den Generalstabslehrgang an der Führungsakademie der Bundeswehr (FüAkBw) in Hamburg und erhielt bei dessen Abschluss die Clausewitz-Medaille. Hiernach wurde er zum Major i. G. befördert und hatte von 1990 bis 1992 zwei Stabsverwendungen als Generalstabsoffizier für Logistik (G 4) und Chef des Stabes der Panzerbrigade 21 in Augustdorf unter dem Kommando von Günter Hannstein. Von 1992 bis 1995 war Vad nach Brüssel versetzt, wo er im Internationalen Militärstab der NATO und im Generalsekretariat der Westeuropäischen Union diente.
Nach dieser internationalen Verwendung wurde Oberstleutnant i. G. Vad 1995 in das Bundesministerium der Verteidigung (BMVg) versetzt, wo er in Bonn und Berlin bis 1999 in verschiedenen Referaten in der Stabsabteilung Militärpolitik im Führungsstab der Streitkräfte (FüS III 6, 2, 1) unter den Chefs des Stabes Benno Ertmann und Hartmut Moede diente. In dieser Zeit war er zeitweilig am United States Central Command tätig, zuständig für Sonderoperationen in Bosnien und Herzegowina. 1996 publizierte Vad im Westdeutschen Verlag sein Buch Strategie und Sicherheitspolitik – Perspektiven im Werk von Carl Schmitt. Von 1999 bis 2000 war Vad Referent für Rüstungskontrollpolitik im Auswärtigen Amt.
Im Anschluss daran war Vad, der Mitglied der CDU ist, von 2001 bis 2006 verteidigungspolitischer Referent der CDU/CSU-Fraktion im Deutschen Bundestag, wo er die damalige Fraktionsvorsitzende Angela Merkel kennenlernte. Nach der Wahl Merkels zur Bundeskanzlerin 2005 wechselte Vad 2006 in das Bundeskanzleramt, wo er bis 2007 als Referatsleiter für Militärpolitik arbeitete. Im Mai 2007 wurde Axel Binder vom Generalinspekteur der Bundeswehr, General Wolfgang Schneiderhan, für den militärpolitischen Schlüsselposten des Gruppenleiters 22 im Bundeskanzleramt vorgeschlagen. Schneiderhans Vorschlag wurde jedoch übergangen und der von der CDU favorisierte Vad löste Gerd Bischof auf diesem Posten ab. In dieser Position arbeitete er dem außenpolitischen Berater Christoph Heusgen zu, der Bundeskanzlerin Angela Merkel in allen Fragen der Sicherheits- und Verteidigungspolitik beriet.

#### Dienst als General
Ursprünglich war geplant, Vad zum 1. April 2010 zum Kommandeur des Zentrums für Verifikationsaufgaben zu ernennen, wo er zum Brigadegeneral befördert werden sollte. Auf Wunsch von Angela Merkel blieb er jedoch auf seinem Posten im Kanzleramt und wurde am 1. Juli 2010 dort – und entgegen dem erklärten Wunsch des Verteidigungsministeriums – befördert. Der letzte General auf diesem Dienstposten diente unter Helmut Schmidt. Laut einem Artikel in der Zeitschrift Focus soll er für Merkel angesichts des Untersuchungsausschusses zum Luftangriff bei Kundus als Berater besonders wichtig gewesen sein.
Zum 1. Mai 2013 trat Vad freiwillig im Alter von 56 Jahren in den Ruhestand.
Seine Nachfolge trat Oberst Andreas Delp an.

### Andere Tätigkeiten und Politik
Von 1994 bis 2001 war Vad Beisitzer im Vorstand der Clausewitz-Gesellschaft. Ab 2015 war er Lehrbeauftragter am Geschwister-Scholl-Institut für Politikwissenschaft der Ludwig-Maximilians-Universität München und unterrichtete Internationale Beziehungen an der Universität Salzburg. Vad war u. a. Dozent an der National Defence University und der amerikanischen Johns Hopkins University in Washington, D.C. und Bologna und hatte außerdem universitäre Lehraufträge in Glasgow. In den Jahren 2018/2019 war Vad Partner bei dem Schweizer Beratungsunternehmen Hirzel.Neef.Schmid.Konsulenten in Zürich. Seit 2022 ist er selbständiger Berater und als Rüstungslobbyist im Bundestag tätig.
Von 2001 bis 2007 war Vad Vorsitzender des CDU-Gemeindeverbandes Schwielowsee und zudem Fraktionsvorsitzender der CDU-/FDP-Fraktion in der Gemeindevertretung von Schwielowsee. Von 2009 bis 2013 war er Beisitzer im Landesvorstand der CDU Brandenburg. Nach seinem Umzug nach München trat Vad mehrfach als Vortragsredner bei der Hanns-Seidel-Stiftung, der Jungen Union Bayern sowie in diversen CSU-Gremien und -Verbänden auf.
Nach eigener Aussage (02/2025) ist er nicht (mehr) Mitglied einer Partei.

### Privates
Erich Vad ist verheiratet und hat drei Kinder.

## Positionen und Kontroversen

### Erklärung des Ausrüstungsmangels mit „Strukturpazifismus“ und Afghanistaneinsatz
In mehreren Medienverlautbarungen kritisierte Vad den mangelhaften Zustand und die fehlende Einsatzbereitschaft der Bundeswehr. In der Wiener Presse machte er 2018 „eine unrealistische Hypermoral“ verantwortlich für die deutsche Sicherheitspolitik. Seiner Meinung nach hatte „keiner der letzten Verteidigungsminister in der Ära Merkel […] das Zeug dazu, die Streitkräfte einer der größten Wirtschaftsnationen der Erde nachhaltig zu formen“. Als Ursula von der Leyen im Frühjahr 2019 eine positive Bilanz ihrer Amtszeit als deutsche Verteidigungsministerin vorlegen wollte, wies Vad auf die mangelhafte personelle, materielle und finanzielle Ausstattung der Bundeswehr hin. Er ging mit der politischen und militärischen Spitze der Bundeswehr hart ins Gericht und unterstellte ihr Führungsversagen, altbackene Mentalität, Bürokratismus und Duckmäusertum, was die Times unter der Überschrift „German military failings begin at top“ am 15. April 2019 aufgriff. Vad wurde für seine Äußerungen, insbesondere in Bezug auf von der Leyen, vom damaligen Generalsekretär der CDU, Paul Ziemiak, kritisiert.
Vad bemängelte im März 2022, dass die Bundeswehr trotz eines hohen jährlichen Budgets von knapp 50 Mrd. Euro nicht einsatzbereit sei: „Ein befreundeter israelischer General fragte mich einmal: Wie schafft ihr Deutschen es, mit fast 50 Milliarden Euro nicht einsatzbereit zu sein? Die Israeli haben nur die Hälfte und sind Tag und Nacht startklar.“ Vad erklärte, dass man mittelfristig über die Wehrpflicht neu nachdenken müsse. Für ihn sei „der deutsche Strukturpazifismus“ für die Vernachlässigung wesentlich verantwortlich.
Als weiteren wesentlichen Grund führte der Berater der Bundeskanzlerin den Afghanistaneinsatz an, dieser habe erhebliche Ressourcen gebunden. Eine ähnliche Kritik hatte Vad zuvor bereits geäußert, z. B. im April 2019. Laut Vad war auch das deutsche Krisenmanagement im Zusammenhang mit der Evakuierung aus Afghanistan unzureichend und wenig vorausschauend.

### Positionen zum Krieg Russlands gegen die Ukraine
Am 24. Februar 2022 erklärte Vad bei einer Sondersendung der politischen Talkshow Maybrit Illner zu den Aussichten des Widerstands gegen die Invasion: „Militärisch gesehen ist die Sache gelaufen. Und meine Bewertung ist, dass es nur um ein paar Tage gehen wird und nicht mehr.“ Dies gelte aber nur, wenn Putin „nicht den Schritt in die Westukraine“ vollziehe. Dann sei „mit massivem Widerstand zu rechnen.“ In diesem Fall könne es einen langwierigen „Guerillakrieg im Stile Afghanistan“ geben.
„Putin wird diesen Krieg gewinnen, weil die russischen Streitkräfte modern sind, gut ausgestattet sind, weil sie eine vielfache Überlegenheit auch haben, weil sie eine strategische Ausgangsbasis haben, gegen die man sich einfach nicht verteidigen kann“ hielt Vad zu Kriegsbeginn fest.
Am 7. März 2022 äußerte Vad während der Schlacht um Kiew im Morgenmagazin des ZDF, perspektivisch bestehe für die ukrainischen Truppen keine Aussicht darauf, sich dauerhaft gegen die russischen Truppen durchzusetzen. Aus militärischer Sicht sei es sinnvoller, „den ukrainischen Widerstand in den Westen der Ukraine zu ziehen“, wo die Versorgung einfacher sei. Kämpfe um Städte wie Kiew hätten reinen Symbolcharakter. Die russische Strategie im Ukraine-Krieg sei es, die großen urbanen Zentren einzukesseln und viele Flüchtende hinauszulassen. „Die Russen gehen in diese Städte punktuell rein, um regierungswichtige Gebäude, militärische Infrastruktur zu neutralisieren.“ Dies sei die Strategie der Russen, mit der sie sich auch Zeit ließen. Auf die Frage, ob der über 60 Kilometer lange russische Konvoi vor Kiew feststecke, lautete Vads Antwort: „Er steckt nicht fest. Man sieht eigentlich daran, dass sich die Russen sehr sicher fühlen. […] Und ich denke mal, aus diesen Kolonnen heraus da sind die Kräfte, die sie brauchen letztlich für diesen Kampf um Kiew. In Kiew sitzt die Regierung, auch die militärische Leitung des Landes, die Geheimdienstzentrale, die wichtigen Kommunikationspunkte, und deswegen denk ich in den nächsten Tagen militärisch wird sich das sehr stark auf Kiew fokussieren.“ Der Stau bedeute eine „Vorbereitung zum Sturm auf Kiew“.
Wenige Tage später löste sich der Konvoi auf und Russland zog seine Kräfte komplett aus dem Umfeld Kiews zurück, um sie in die Ostukraine zu verlagern, womit Russland die Schlacht um Kiew verloren hatte.
Im April 2022 ging Vad davon aus, die Zerstörung der Geburtsklinik in Mariupol sei „nicht Putins Absicht gewesen, […] so schrecklich das ist“.
Er verglich den Tod von Zivilisten im Ukrainekrieg mit Kriegen jüngeren Datums wie im Irak, in Libyen und Afghanistan, bei denen es quantitativ erheblich mehr sogenannte Kollateralschäden gegeben habe.
Nach seiner Fehleinschätzung zu Beginn des Angriffs gestand er zu: „Die Ukrainer haben bewiesen, dass sie ihre Hauptstadt Kiew wirksam verteidigt haben und darüber hinaus einen erfolgreichen Abwehrkampf führen gegen einen überlegenen Gegner. Die Russen wiederum haben einige Landgewinne im Osten und an der Schwarzmeerküste erzielt.“ Er hielt daher eine „gesichtswahrende“ diplomatisch-politische Lösung beider Seiten im Ukraine-Krieg für möglich und sprach sich für den Versuch einer Verhandlungslösung aus. Zugleich sprach er sich wegen des erhöhten Eskalationsrisikos gegen die Lieferung von schweren Waffen aus. Diese seien potenziell ein „Weg in den Dritten Weltkrieg“. Waffensysteme wie der Kampfpanzer Leopard oder der Schützenpanzer Marder seien zudem nur nach jahrelanger Ausbildung nutzbringend einsetzbar – eine Einschätzung, der von Brigadegeneral Klaus Wittmann entschieden widersprochen wurde. Vad hielt es für unmöglich, dass schwere Kampfpanzer überhaupt in den Osten der Ukraine gebracht werden könnten, die Russen würden das militärisch „niemals zulassen“. Es „hat keine militärische Relevanz, wenn wir jetzt schwere Waffen liefern. Das ist eine Phantomdebatte.“
Ende Mai sprach er der ukrainischen Armee die Fähigkeit ab, größere Territorien zurückerobern zu könne, eine Einschätzung, die Vad später mehrfach wiederholte und die auch der Generalinspekteur der Bundeswehr, Eberhard Zorn, teilte; Vad äußerte auch, Russland werde die gesamte Küste der Ukraine inklusive Odessa erobern und eine Landverbindung nach Transnistrien schaffen, Russland werde permanent unterschätzt.
Mitte Juli 2022 widersprach er anderslautenden Lagebeurteilungen mit der Einschätzung, die russischen Angreifer hätten „klare logistische Vorteile“ und eine „Eskalationsdominanz“, das heißt sie könnten aus Russland „beliebig viele Soldaten, Kampfpanzer, Schützenpanzer, Flugzeuge nachschieben“. Praktisch kontrollierten die Russen sowohl die ukrainische Küste mittels einer Seeblockade wie auch in der Luft den „gesamten Raum“. Man müsse daher nach einer diplomatischen Lösung suchen und schnell verhandeln, da sonst die Russen aufgrund ihres absehbaren Sieges gar keinen Grund mehr für spätere Verhandlungen hätten. Die Ukraine hätte allenfalls Chancen in einem hinhaltenden Guerillakrieg.
Im September begann die Ukraine mit einer Gegenoffensive im Raum Charkiw, am 9. September äußerte Vad, trotz punktueller Erfolge der Ukraine hätten die Russen die Gesamtlage im Krieg fest im Griff; auch die Lieferung komplexerer Waffen ändere daran wenig. Die Russen erlitten durch die ukrainische Offensive aber eine empfindliche Niederlage und mussten größere Gebiete aufgeben, teilweise erfolgte ihr Rückzug fluchtartig.
Am 7. November erklärte Vad bei n-tv, dass der Kampf um Cherson sich voraussichtlich noch lange hinziehen werde, beide Seiten seien in einer „operativen Pattsituation“.
Zwei Tage später kündigte der russische Verteidigungsminister Schoigu die Aufgabe Chersons und den Rückzug der Russen auf das ostwärtige Dneprufer an.
Am 8. November thematisierte der Spiegel zusammenfassend die Einschätzungen von Vad zum Ukrainekrieg, mit denen er von der vorherrschenden Positionierung abwich. Insbesondere die im Sommer und Herbst 2022 erfolgten erfolgreichen militärischen Offensiven schätzte Vad als nicht nachhaltig und lediglich regional begrenzt ein. Er sah bereits sehr früh eine Notwendigkeit von politischen Verhandlungen.
Vad wurde mit den Worten zitiert: „Man wird da nur politisch rauskommen, mit Verhandlungen. Man wird Russland als Nuklearmacht militärisch nicht besiegen können.“
Am 10. November bewertete Vad den angekündigten Rückzug aus dem Raum Cherson nicht als eine Niederlage Putins, sondern als eine „Umgruppierung“, um bessere Verteidigungspositionen einnehmen zu können. Er sprach sich prioritär für humanitäre Hilfe und gegen Waffenlieferungen aus. Der Rückzug böte die Gelegenheit für Verhandlungen.
Im selben Monat äußerte Vad, dass eine Rückeroberung der Krim und des Donbass ohne Eintritt der NATO militärisch „nicht möglich“ sei; diese politischen Ziele des ukrainischen Präsidenten seien „weit ab von der Realität der militärischen Lage.“
Die Schwarzmeerregion sei für Russland zudem strategisch so wichtig wie etwa die Karibik und die Panamaregion für die USA oder das südchinesische Meer und Taiwan für China – wie Vad in einem Sammelband zusammen mit Julian Nida-Rümelin und Antje Vollmer ausführte.
Bevor Russland diese Gebiete aufgebe, so Vad, und „als Weltmacht verschwindet“, würden „sie Nuklearwaffen einsetzen“. Vad sah weiterhin nur zwei realistische Optionen: einen langen Abnutzungskrieg mit vielen Toten, einem verwüsteten Land und einer hohen Eskalationsgefahr oder Verhandlungen.
Vad wurden wiederholt Fehleinschätzungen vorgeworfen, er liege „mit seinen Prognosen auffällig oft daneben“, sie „erwiesen sich mit verstörender Regelmäßigkeit als falsch.“ So sprach das Onlinemagazin für Medienkritik Übermedien von „spektakuläre[n] Falschprognosen“ und listete diese auf. Sascha Lehnartz kommentierte bei WELT.de Vads vorherige Einschätzung, es würde in Cherson zu wochenlangen Kämpfen kommen, spöttisch mit der Empfehlung, im Regelfall das Gegenteil dessen, was Vad annehme, für wahrscheinlich zu halten, und schrieb polemisch: „Wäre Vad eine Haubitze, würde er mit dieser Treffsicherheit aus 200 Meter Entfernung die Zugspitze verfehlen.“ In der NZZ wurden in der Rückschau seine Einschätzungen als „spektakulär falsch“ bewertet.
Auf einige Fehleinschätzungen insbesondere zu Beginn des Ukrainekrieges angesprochen, erklärte Vad in einem Interview mit der Neuen Westfälischen im Januar 2023: „Zu Beginn des Krieges waren so gut wie alle Experten der Meinung, dass der Krieg nur sehr kurz sein würde. […] Ich habe das damals auch so eingeschätzt. Die militärische Lageentwicklung in einem Krieg folgt nicht einem Drehbuch. Sie ist nur schwer voraussehbar. Krieg ist unkalkulierbar. Das gilt auch für den weiteren Verlauf des Ukrainekrieges. Deshalb ist statt emotionaler Kriegsrhetorik politische Klugheit angebracht.“
Am 20. Januar 2023 verteidigte Vad seine Fehleinschätzung über die mögliche Dauer des Krieges. In der Druckausgabe der Neuen Westfälischen bezog er sich dabei auf „so gut wie alle Experten“. Namentlich werden seitens Vad keine Experten genannt, allerdings wird in einem Artikel in der Neuen Zürcher Zeitung vom 9. Februar deutlich, dass „vor einem Jahr […] viele Experten davon [ausgingen], dass die ukrainischen Soldaten gegen die russischen Invasoren nicht die geringste Chance haben würden“. In einer Diskussion im Bayerischen Rundfunk gab er an, gar nicht grundsätzlich gegen Waffenlieferungen an die Ukraine zu sein, um ihr eine bessere Verhandlungsposition zu verschaffen, die Bundesregierung solle aber zuvor die politischen Ziele Deutschlands definieren.
In der Zeitschrift Emma forderte Vad im Januar 2023 dazu auf, vor weiteren Waffenlieferungen zunächst die politischen Ziele im Ukrainekrieg zu definieren. Er bezeichnete Waffenlieferungen ohne politisch-strategisches Konzept als „Militarismus pur“ und forderte, dass „dieser sinnfreie Aktionismus in der deutschen Politik“ endlich ein Ende finden müsse. Mit Berufung auf Äußerungen des US-Generalstabschefs Mark A. Milley sah Vad eine militärische Pattsituation im Ukrainekrieg, aus der es keine militärischen Lösungswege, sondern nur eine politisch-diplomatische Lösung gebe. Eine politische Verhandlungslösung müsse gleichermaßen die russischen wie die ukrainischen Sicherheitsinteressen berücksichtigen. Vad kritisierte eine Eindimensionalität der deutschen Außenpolitik, die zu stark auf Waffenlieferungen fokussiert sei und zu wenig auf Interessenausgleich, Diplomatie und Konfliktbewältigung. Vad bemängelte zudem eine aus seiner Sicht weitgehende „Gleichschaltung der Medien“, schränkte aber ein, dass diese nicht im staatlichen Auftrage geschehe wie in autokratisch regierten Staaten, sondern in einem Akt der „Eigenermächtigung“.
Im Februar 2023 war Vad Erstunterzeichner einer von Sahra Wagenknecht und Alice Schwarzer initiierten Petition, die zu Diplomatie und Verhandlungen und gegen weitere „eskalierende Waffenlieferungen“ an die Ukraine im Zuge des russischen Überfalls aufrief; er trat auch bei der von Schwarzer und Wagenknecht organisierten Kundgebung am 25. Februar in Berlin auf, bei der er „ein Ende der Kriegsrhetorik in Deutschland“, einen „Ausstieg aus der militärischen Eskalation“, eine „politische Lösung des militärisch festgefahrenen Krieges“ in der Ukraine, den „baldigen Beginn von Verhandlungen“ sowie eine Kopplung der westlichen Waffenlieferungen an „realistische politische Ziele“ anmahnte. Die Rede Vads von der Kundgebung erschien am 27. Februar in der Emma. Der Neuen Zürcher Zeitung sagte er später, dass er sich nicht mehr zusammen mit Wagenknecht auf eine Bühne stellen werde, da sie zu den Personen gehöre, die von „Denkverboten“ in der deutschen Debatte profitiere. Er habe „das für Alice gemacht“, weil sie ihm „in [der] Emma die Möglichkeit gegeben hat[te], [s]eine Gedanken zu den Waffenlieferungen darzulegen.“ In der Weltwoche erklärte und erläuterte er im Interview, dass ihm im Ukrainekrieg eine Strategie der Konfliktlösung und eine klare Definition des „end state“ in der Ukraine fehle, außerdem sei der Blick auf einen friedlichen Ausweg aus dem Krieg durch ausschließliche Fokussierung auf Waffenlieferungen in den Hintergrund gerückt. Seines Erachtens seien das Fehlen eines strategischen Verständnisses sowie einer realistischen Lageeinschätzung beim Ukrainekrieg in Deutschland bedenklich.
In einem Interview mit dem Norddeutschen Rundfunk sagte Vad dazu, es ergebe grundsätzlich Sinn, die Ukraine mit Waffenlieferungen zu stabilisieren. Diese würden aber nicht alles Wünschenswerte aus Sicht der Ukraine umfassen können, sondern müssten dosiert und behutsam vonstattengehen. Im Moment würde man aber weiter eskalieren und einen sinnlosen Abnutzungskrieg führen.
Im März 2023 kündigte Vad an, sein letztes Interview (zu dem Thema) zu geben. Marco Seliger zeichnete in der Neuen Zürcher Zeitung nach, wie es zu einer Entwicklung kommen konnte, in der Vad durch Fehleinschätzungen seine „Reputation verspielt“ habe. Angesprochen auf seine zu selbstsichere Einschätzung zu Beginn des Krieges und ob er denn nicht dabei an den von ihm geschätzten (vorsichtigen) Kriegstheoretiker Clausewitz gedacht habe, räumte Vad ein, er hätte „wohl etwas vorsichtiger formulieren müssen.“

## Auszeichnungen
- 1990: Ehrenmedaille General von Clausewitz

## Aufsätze und Vorträge
Vad veröffentlichte Aufsätze in unterschiedlichen Fachzeitschriften wie Zeitschrift für Außen- und Sicherheitspolitik, Österreichische Militärische Zeitschrift, Strategie und Sicherheit und Europäische Sicherheit sowie in Tageszeitungen wie der Neuen Zürcher Zeitung und anderen Publikationsorganen wie Wissenschaft & Sicherheit, aber auch in der Zeitschrift Sezession des Instituts für Staatspolitik, das als Denkfabrik der Neuen Rechten gilt.
Als damaliger Berater der CDU-CSU-Bundestagsfraktion referierte Vad im Jahre 2003 bei der extrem rechten Berliner Burschenschaft Gothia über „Perspektiven der deutschen Außen- und Sicherheitspolitik“. Auch Ex-SPD-Politiker Egon Bahr und der ehemalige Regierende Bürgermeister Berlins Eberhard Diepgen hatten dort schon referiert.
2003 referierte er über „Friedenssicherung und Geopolitik im Denken Carl Schmitts“ beim Institut für Staatspolitik. Zuvor vertrat er in einem Beitrag für die rechtskonservative Wochenzeitung Junge Freiheit die Position, in der Ausstellung Verbrechen der Wehrmacht sei „nicht hinreichend erkennbar, dass vieles, was damals – insbesondere im Partisanenkrieg und bei Repressalien sowie Geiselerschießungen – geschah, vom damaligen Kriegsrecht gedeckt war.“ Weiterhin führte er aus: „Wie viele Tausende deutscher Stabsärzte haben keine Experimente mit Kriegsgefangenen durchgeführt, sondern sich aufopferungsvoll für die Verwundeten, auch der Roten Armee, eingesetzt? Und: Wie viele Hunderte deutscher Regimenter haben tapfer und fair gekämpft? Sicherlich: Pflichterfüllung und fairer Kampf sind nicht die Themen der Ausstellung. Aber dennoch: Darf man eine Ausstellung, insbesondere mit Blick auf noch lebende Angehörige der Kriegsgeneration, so puristisch, schonungs- und rücksichtslos, also eben typisch deutsch, in Szene setzen?“
Aus Anlass des 70. Jahrestages hielt Vad am 5. November 2013 vor 300 Teilnehmern des Europakongresses der Jewish Agency in Warschau einen Vortrag über den Aufstand im Warschauer Ghetto im Frühjahr 1943 und die Idee des Menschen, der über sich selbst hinauswächst und sein Schicksal annimmt, in der Philosophie von Friedrich Nietzsche. „Das ist auf jeden Fall etwas, was hier vor 70 Jahren beim Aufstand im Warschauer Ghetto geschehen ist“, sagte Vad.
Am 26. Januar 2015 hielt Vad einen Vortrag vor dem Industrieclub Düsseldorf und war im Oktober 2015 Dozent an der amerikanischen Johns Hopkins University sowie der National Defense University in Washington, D.C. Am 15. November 2017 nahm Erich Vad auf Einladung des Schweizer Ständerats Damian Müller (FDP) an einer Podiumsdiskussion zusammen mit dem Schweizer Verteidigungsminister Guy Parmelin und dem Vizepräsidenten der Sicherheitspolitischen Kommission der Schweiz in Luzern teil.

## Schriften (Auswahl)
Monografien
- Abschreckend oder erschreckend? Europa ohne Sicherheit. Westend Verlag, Frankfurt a. M. 2024, ISBN 978-3-86489-470-1.
- Carl von Clausewitz. Seine Bedeutung heute (= Libertas optima rerum. Bd. 3). Mittler, Herford u. a. 1984, ISBN 3-8132-0195-3.
- Strategie und Sicherheitspolitik. Perspektiven im Werk von Carl Schmitt. Westdeutscher Verlag, Opladen 1996, ISBN 3-531-12912-0.
- mit Andrea Riemer: Von Samurais und anderen Siegern. Holzhausen, Wien 2013, ISBN 978-3-902868-83-1.
- mit Andrea Riemer: In den Spuren des Helden…. Holzhausen, Wien 2013, ISBN 978-3-902868-96-1.
- mit Sandra Cegla: New Female Leadership. Was man von Angela Merkel und anderen Frauen lernen kann, Amazon Media EU, Luxemburg 2023, ISBN 978-2-49671-205-6.
- Ernstfall für Deutschland : ein Handbuch gegen den Krieg. Westend, Neu-Isenburg 2024, ISBN 978-3-86489-492-3.

Beiträge in Sammelbänden
- Vad, Erich, Politische Lösungen sollten Vorrang haben, in: Neue Gesellschaft. Frankfurter Hefte, Ausgabe 3/2023, Bonn 2023, S. 4ff.
- Vad, Erich, Mehr Strategie wagen. Weshalb interessengeleitete Politik den Frieden eher bewahrt als rein wertegesteuerte Außenpolitik, in: Einsichten und Perspektiven, 02/2023, S. 72 ff.
- Vad, Erich, Gelernte Lektionen und strategische Perspektiven, in: Nida-Ruemelin, Julian/Vad, Erich/Vollmer, Antje u. a. (Hrsg.): Perspektiven nach dem Ukrainekrieg, Freiburg in Breisgau 2022, S. 63–82.
- Produktion und Export von Waffen. Warum es eine nationale Rüstungsindustrie braucht, in: Neue Zürcher Zeitung, 19. März 2019, S. 12 ff.
- Political and Security Aspects of Digitization. Interview with Stefan Pickl, in: The International Journal of WIRTSCHAFTSINFORMATIK, 3/2019, S. 257–260
- Warum die EU-Armee eine Illusion ist, in: DIE PRESSE am 27. Mai 2019
- Vad, Erich, Sicherheitspolitik und digitale Souveränität, in: Digma. Zeitschrift für Datenrecht und Informationssicherheit, 18. Jg., Heft 3, Zürich, September 2018, S. 114–119.
- How to fight terrorism? Political and Strategic Aspects. In: CNS Spectrums, Cambridge University Press, Cambridge 2017, S. 1–8.
- Angela Merkel und das Dilemma deutscher Sicherheitspolitik. In: Phillip Plickert (Hrsg.): Merkel: Eine kritische Bilanz. FinanzBuch Verlag, München 2017, ISBN 978-3-95972-065-6, S. 237 ff.
- Bündnis ohne Kraft. Wozu braucht es die NATO? In: Cicero. Magazin für politische Kultur, Heft 6, 2017, S. 59–65
- Zwischen allen Stühlen, in: Zeitschrift Führung und Organisation (zfo), 2, 2017, S. 96 ff.
- Starker Hang zum Appeasement, in: Cicero. Magazin für politische Kultur, 6, 2016, S. 84
- What to expect in Warsaw, in: New Eastern Europe, 2016, S. 13 ff.
- Ukraine-Krise. Putins Lektionen für den Westen, in: Behördenspiegel, 2016
- Das neue Outfit des Ares, in: Kriege der Zukunft, Swissfuture.Magazin für Zukunftsmonitoring, 2,3, 2015, S. 24 ff.
- (zus. mit Andrea Riemer) Leadership und Strategie: In Umbrüchen zeitgemäß führen, in: Österreichische Militärische Zeitschrift, 1, 2013, S. 14 ff.
- Asymmetrischer Krieg als Mittel der Politik. In: Thomas Jäger, Rasmus Beckmann (Hrsg.): Handbuch Kriegstheorien. VS-Verlag, Wiesbaden 2011, ISBN 978-3-531-17933-9, S. 586–593
- Transformation des Krieges, in: Neue Zürcher Zeitung, 8. Januar 2002
- Neue Technologien und das Kriegsbild der Zukunft, in: Europäische Sicherheit 5 / 2001, S. 52 ff.
- Operative Führung : Grundlagen, Merkmale und Perspektiven, in: Österreichische Militärische Zeitschrift, 2, März / April 1998, S. 138 ff.
- Auslandseinsätze deutscher Streitkräfte – Erfahrungen bei der Implementierung von Friedensvereinbarungen am Beispiel IFOR/SFOR, in: Humanitäres Völkerrecht, 2, 199, S. 74 ff.
- Operatives Denken in deutschen Streitkräften. Vortrag an der Nationalen Verteidigungsuniversität Peking, in: Europäische Sicherheit 8 / 1997, S. 35 ff.
- Scharnhorst: Von Gestern oder Brandaktuell?, in: Europäische Sicherheit 11/1997, S. 53 ff.
- Innere Führung und das Berufsbild des Soldaten, in: Europäische Sicherheit, 2/1995, S. 44ff.
- Gesamtstrategie und Nationale Führungsfähigkeit, in: Europäische Sicherheit, 6/1994, S. 289 ff.